# Južna Bismarckova ploča
Južna Bismarckova ploča mala je tektonska ploča smještena u južnom Bismarckovom moru. Na toj ploči nalazi se istočni dio Nove Gvineje i otok Nova Britanija.

## Tektonika
Konvergentne granice postavljaju južnu granicu uključujući zonu subdukcije odgovornu za formiranje Nove Britanije i Solomonskih otoka. Na tom području dolazi do mnogih potresa, posebno oko Nove Britanije. GPS podatci pokazuju da Južnu Bismarckovu ploču, iako se nalazi sjeverno od granice Australske ploče, gura Australija prema sjeveru, a Tihooceanska ploča vuče Sjevernu Bismarckovu ploču na istok. Linija koja ih ocrtava zove se Bismarckova seizmička lineacija mora (eng.: Bismarck Seismic Sea Lineation, BSSL), a nije poznato gdje ta linija završava na zapadnoj strani prema Novoj Irskoj. Između Južne i Sjeverne Bismarckove ploče nalazi se mikroploča Manus.